# Bostrai Titus
Bostrai Titus (ógörögül: Τίτος ὁ Βόστρης), (? – 378 előtt) ókeresztény szíriai görög író.
Arábia provincia Bostra nevű fővárosának volt a püspöke, és nem sokkal 363 után írta meg 4 könyvből álló A manicheusok ellen című munkáját. A mű a 3. könyv 7. fejezétéig ismeretes görögül, teljes formában csak szír nyelvű fordításban maradt fenn. Titus az 1. és a 2. könyvben a manicheus nézeteket igyekezik filozófiai alapon megcáfolni. A 3. és a 4. könyv az Bibliát védelmezi a helytelenül magyarázott bibliai helyek helyes magyarázata által.
Lukács evangéliumához írott Homiliáiból a katénákban sok töredék, egy epifániai Prédikációjából pedig szír nyelvű részletek őrződtek meg.